# Les germanes màgiques
Les germanes màgiques (títol original en alemany: Vier zauberhafte Schwestern) és una pel·lícula de 2020 dirigida per Sven Unterwaldt. El guió d'Hortense Ullrich està basat en la sèrie de llibres Sprite Sisters de Sheridan Winn. L'estrena va ser el 5 de gener de 2020 al Mathäser-Filmpalast a Múnic, mentre que l'estrena als cinemes en alemany i austríac va ser el 9 de gener de 2020. S'ha doblat al català central; i també al valencià per a À Punt.

## Sinopsi
La Flame, La Marina, la Flora i l'Sky són quatre germanes que tenen habilitats màgiques. Cadascun d'elles ha dominat un dels quatre elements (foc, aigua, terra i aire) des del seu novè aniversari. En el seu novè aniversari, l'Sky, la més jove de les germanes, també descobreix les seves habilitats màgiques. No obstant això, les forces només estan disponibles per a elles quan discuteixen.

## Repartiment
- Laila Padotzke com a Flame Cantrip
- Hedda Erlebach com a Marina Cantrip
- Lilith Julie Johna com a Flora Cantrip
- Leonore von Berg com a Sky Cantrip
- Katja Riemann com a Glenda
- Justus von Dohnányi com a Oswald
- Anna Thalbach com la Sra. Duggery
- Doris Schretzmayer com a Ottalie Cantrip, mare
- Gregor Bloéb com a Colin Cantrip, pare
- Juls Serger com a Quinn
- Penelope Frego com el moderador Mandy
- Trixi Janson com a Verena

## Producció
La pel·lícula va ser produïda per Blue Eyes Fiction GmbH & Co. KG (Corinna Mehner), amb seu a Múnic, en coproducció amb la productora vienesa DOR Film (Danny Krausz), Filmvergnuegen (Tirol del Sud), Potemkino (Brussel·les), Bona Vista International. Film Production GmbH (Múnic), Pixomondo Studios GmbH & Co. KG (Frankfurt) i Story House Productions (Berlín).

### Rodatge
El rodatge va tenir lloc del 25 de juny al 23 d'agost de 2018 a Baviera, Berlín, Hessen, Brussel·les, Viena, Baixa Àustria i Merano. Una de les ubicacions va ser el castell d'Oberlangenstadt. A Viena, la pel·lícula es va rodar al carrer Grünangergasse del districte primer de Viena Innere Stadt.

## Estrena
Al Regne Unit la pel·lícula es va estrenar el 24 de setembre de 2020; a Polònia, el 23 d'octubre de 2020; a Rússia, el 28 de gener de 2021 i a Ucraïna, l'11 de febrer.